# Ignace-Michel-Louis-Antoine d'Irumberry de Salaberry
Pour les autres membres de la famille, voir Famille d'Irumberry de Salaberry.
Ignace-Michel-Louis-Antoine d'Irumberry de Salaberry (né en 1752, mort en 1828) est un homme politique canadien.

## Biographie
Ignace-Michel-Louis-Antoine d'Irumberry de Salaberry est le fils de Michel de Sallaberry et de Madeleine Louise Juchereau de Saint-Denis.
Il était le député de Dorchester, Basse-Ville de Québec et Huntingdon de 1792 à 1809 à la Chambre d'assemblée du Bas-Canada pour le Parti bureaucrate.
Marié avec Catherine Françoise Hertel de Rouville, il est de père de Charles de Salaberry et le beau-père de Michel-Louis Juchereau Duchesnay.